# Huspredikant
Huspredikant är en präst förknippad med ett särskilt hem eller en residens, till exempel påvens.

## Sverige
I Sverige syftade det ofta på en präst som var anställd i en enskild adlig familj. Seden att hålla huspräst praktiserades från medeltiden. I 1686 års kyrkolag beviljas denna rättighet åt medlemmar av ridderskapet och adeln. Dock värnade kyrkolagen samtidigt om den allmänna gudstjänsten och uppställde vissa villkor vid anställandet av huspredikant. Anställaren skulle för biskop och domkapitel uppge skäl för anställningen. Huspredikanten skulle få göra tjänst endast då sjukdom eller "andra lagliga orsaker" förhindrade att folket gick till gudstjänsten i kyrkan, och då samtidigt med den allmänna gudstjänsten. Den som använde en sådan präst fick inte minska något i de rättigheter som tillkom kyrkoherden och kapellanerna, inte heller fick han förskjuta den antagne prästen så länge denne skötte sig väl.
Huspredikanten skulle befordras inom sitt stift i vanlig ordning. Enligt ett senare kungligt brev skulle kallelse av huspräst vara åtföljd av skriftligt kontrakt om tjänst, lön och underhåll, undertecknat av bägge parter. Befogenheten att kalla huspredikant inskränktes längre fram, bland annat 16/10 1723, genom upprepade förordningar till sådana besuttna medlemmar av ridderskapet och adeln som på grund av ålder eller sjuklighet eller ork i förhållande till att gårdens avstånd från kyrkan inte kunde bevista den allmänna gudstjänsten.